# Gangster No. 1
Pour plus de détails, voir Fiche technique et Distribution.
Gangster No. 1 est un film britannique réalisé par Paul McGuigan et sorti en 2000.

## Synopsis
Un gangster britannique expérimenté (McDowell) entend le nom de Freddie Mays (Thewlis) dans une conversation il revoit alors ses débuts dans le milieu en flashback (joué par Bettany) grâce à ce gangster et son rival Lenny Taylor (Jamie Foreman).

## Fiche technique
- Réalisation : Paul McGuigan
- Scénario : Johnny Ferguson (Adaptation), Louis Mellis (scénario original), David Scinto (scénario original)
- Directeur de la Photographie : Peter Sova (en)
- Conception des Décors : Richard Bridgland
- Décorateur : Penny Crawford
- Conception des Costumes : Jany Temime
- Montage : Andrew Hulme
- Musique : John Dankworth
- Producteurs : Nicky Kentish Barnes, Peter Bowles, Karsten Brünig, Jonathan Cavendish (en), Ulrich Felsberg, Norma Heyman, Sheila Fraser Milne
- Sociétés de Productions : FilmFour, Pagoda Film, Road Movies Filmproduktion, British Screen Productions, British Sky Broadcasting, Filmboard Berlin-Brandenburg, NFH Productions, Little Bird
- Sociétés de Distributions : FilmFour (Royaume-Uni), Senator Film (Allemagne), GAGA Communications (Japon), IFC Films (Etats-Unis), Sagittaire Films (France)
- Pays :  Royaume-Uni,  Allemagne et  Irlande
- Genre : Film de gangsters, drame et thriller
- Durée : 103 minutes
- Couleur
- Aspect Ratio : 1.85:1
- Dates de sortie : 
  -  Royaume-Uni : 9 juin 2000
  -  France : 18 juillet 2001

## Distribution
- Malcolm McDowell (VF : Gérard Rinaldi) : Gangster à 55 ans
- David Thewlis (VF : Stéphane Ronchewski) : Freddie Mays
- Paul Bettany (VF : Jean-Pierre Michaël) : Gangster jeune
- Saffron Burrows (VF : Catherine Le Hénan) : Karen
- Kenneth Cranham (VF : Hervé Furic) : Tommy
- Jamie Foreman (VF : Dominique Collignon-Maurin) : Lennie Taylor
- Eddie Marsan (VF : Tanguy Goasdoué) : Eddie Miller
- Andrew Lincoln : Maxie King
- Martin Wimbush : juge

## Autour du film
- Le personnage de Freddy Mays est basé sur le vrai truand Frankie Fraser.
- Jamie Foreman est le fils du gangster Freddie Foreman.
- Le cerveau de l'Attaque du train postal Glasgow-Londres, Bruce Reynolds, intervient sur ce film comme consultant.